# Historické muzeum (Karlovo)
Historické muzeum (bulharsky Исторически музей) je budova bývalé školy z období bulharského národního obrození. Nachází se v těsné blízkosti Chrámu svatého Mikuláše v architektonické rezervaci Staré Karlovo v centru města Karlovo v Plovdivské oblasti v jižním Bulharsku. Má statut kulturní památky.

## Charakteristika
Budova byla postavena v roce 1871 jako pětiletá chlapecká škola a je typickým zástupcem bulharské obrozenecké architektury. Jako muzeum funguje již více než 100 let. Expozice se věnují dějinám Karlovského regionu od pravěku až do současnosti, přičemž oddělená expozice je věnována historii města Karlovo od jeho založení v 15. století až do dnešních dnů. Speciální pozornost je věnována i období bulharského národního obrození a karlovským revolucionářům, kteří se účastnili bojů proti Turkům, ať již na území Bulharska nebo v cizinecké legie, i místním donátorům, kteří přispívali na stavby mnoha významných budov v Karlově, ale i v jiných městech Bulharska. K muzeu patří i etnografická expozice věnovaná regionu, která se nachází mimo hlavního objektu muzea v Mazakovově domě.